# 모초

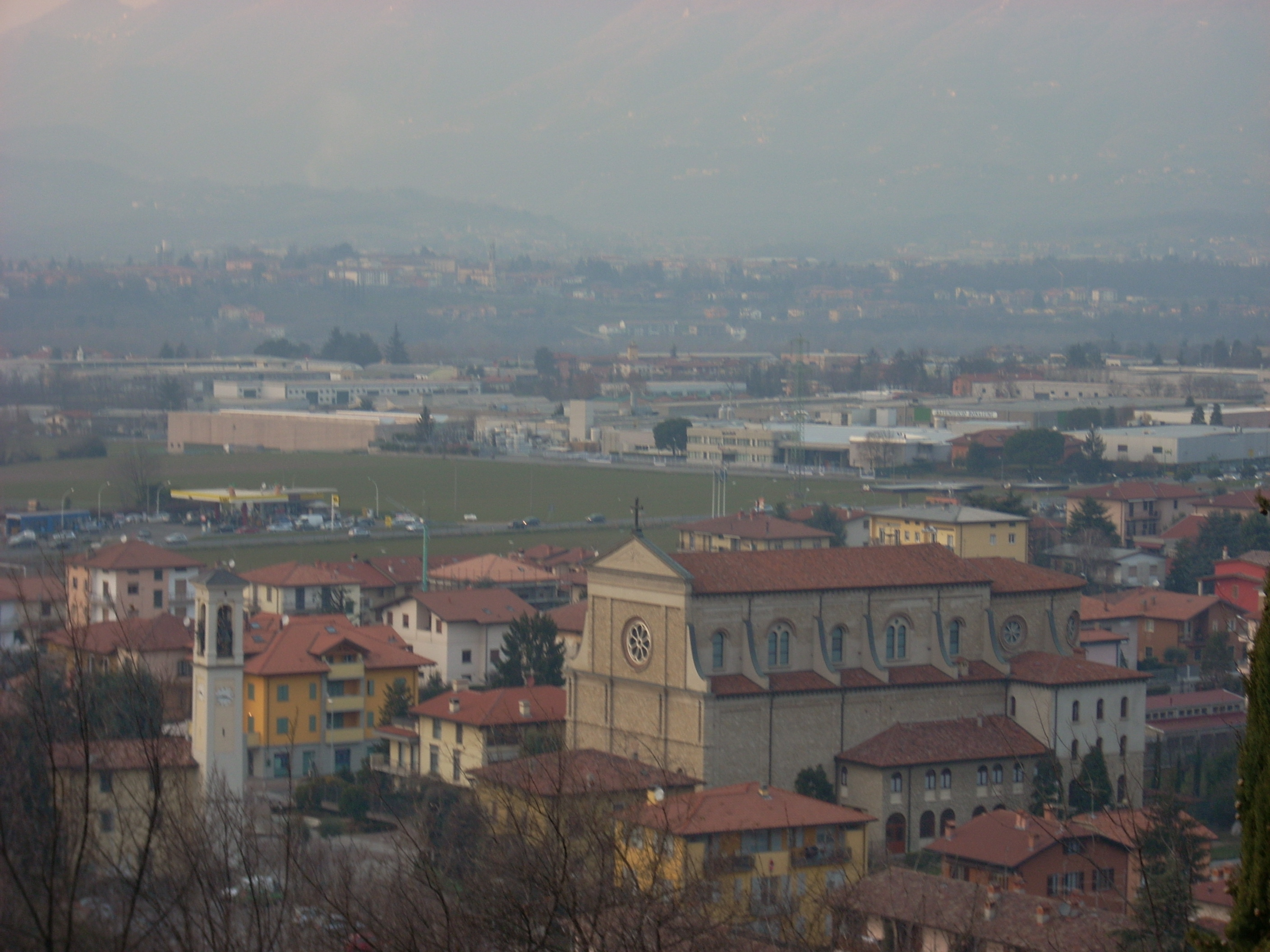

모초(이탈리아어: Mozzo)는 이탈리아 롬바르디아주 베르가모도의 코무네이다. 밀라노에서 북동쪽으로 약 45킬로미터 지점, 베르가모에서 서쪽으로 약 5킬로미터 지점에 위치해 있다.
모초는 베르가모를 포함한 여러 지방자치체를 경계로 두고 있다.
총 면적은 3.6 제곱 킬로미터이며 고도는 252미터이다. 2021년 5월 31일 기준 7,323명이다.

## 경제
모초는 다국적 화학 기업 시그마(Sigma)의 탄생지이다. 1958년, 면직 산업에 사용되는 계면활성제를 생산했다.